# 42 Pułk Armat Polowych (austro-węgierski)
Pułk Armat Polowych Nr 42 (FKR. 42) – pułk artylerii polowej cesarskiej i królewskiej Armii.

## Historia pułku
Na początku 1892 roku ze składu 14. Dolnoaustriacko-morawskiego Pułku Artylerii Korpuśnej wyłączono 37. Dywizjon w Wiedniu i podporządkowano bezpośrednio komendantowi 14 Brygady Artylerii.
Z dniem 1 stycznia 1894 roku 37. Dywizjon w Wiedniu został rozwinięty w 42. Pułk Artylerii Dywizyjnej.
W 1906 roku Komenda 14 Brygady Artylerii została przeniesiona z Wiednia do Linzu i podporządkowana komendantowi 14 Korpusu. Ze składu brygady wyłączony został 42. Pułk Artylerii Dywizyjnej w Wiedniu i podporządkowany komendantowi 2 Brygady Artylerii.
Z dniem 6 kwietnia 1908 roku weszła w życie nowa organizacja artylerii, w ramach której oddział został przemianowany na 42. Pułk Armat Polowych, a wchodzący w jego skład depot kadry zapasowej został przemianowany na kadrę zapasową. Pułk nadal pozostawał w składzie 2 Brygady Artylerii Polowej, ale pod względem taktycznym został podporządkowany komendantowi 47 Dywizji Piechoty.
W 1912 roku pułk został przeniesiony z Wiednia do Steyr na terytorium 14 Korpusu i ponownie włączony w skład 14 Brygady Artylerii Polowej oraz podporządkowany pod względem taktycznym komendantowi 3 Dywizji Piechoty.

## Żołnierze
Komendanci pułku
- ppłk / płk Wilhelm Nemanić (1894 – 1897 → urlopowany)
- ppłk / płk Emil von Beckh-Widmanstetter (1897 – 1902)
- ppłk / płk Georg Lončarski von Ravnica (1902 – 1906 → stan spoczynku)
- ppłk / płk Karl Seyferth von Uhlen (1906 – 1912 → komendant 10 Brygady Artylerii Polowej)
- płk Adalbert Mikowetz von Minkewitz (1912 – 1914[7])

Oficerowie
- kpt. Maximilian de Angelis (1910–1918)